# Malling (Dänemark)
Malling ist eine Stadt im Osten Jütlands.
Sie gehört zum Kirchspiel Malling Sogn, das bis 1970 zur Harde Ning Herred im damaligen Århus Amt gehörte. Dieses wurde im Zuge der Kommunalreform 1970 Teil der Århus Kommune im vergrößerten Århus Amt, das  mit der Kommunalreform 2007 in der Region Midtjylland aufging.
Am 1. Januar 2012 hatte die Stadt 3694 Einwohner. Seit dem 1. Januar 2013 gelten Malling und Beder statistisch gesehen als eine einzige Stadt (byområde) Beder-Malling, die aktuell 9228 Einwohner hat (1. Januar 2023).

## Persönlichkeiten
- Peter Gilsfort (* 1958), Schauspieler